# Richard Pryor (album)
Richard Pryor è il primo album dal vivo dell'attore statunitense Richard Pryor, pubblicato nel 1968 su etichetta Dove/Reprise.

## Descrizione
Il disco venne registrato dal vivo nel settembre 1968 al The Troubadour di West Hollywood, California.

## Tracce
1. Super Nigger – 3:16
2. Girls – 3:25
3. Farting – 2:02
4. Prison Play – 9:12
5. T.V. Panel Show – 7:09
6. Smells – 2:43
7. Army Life – 4:48
8. Frankenstein – 0:56